# Stoßbaum

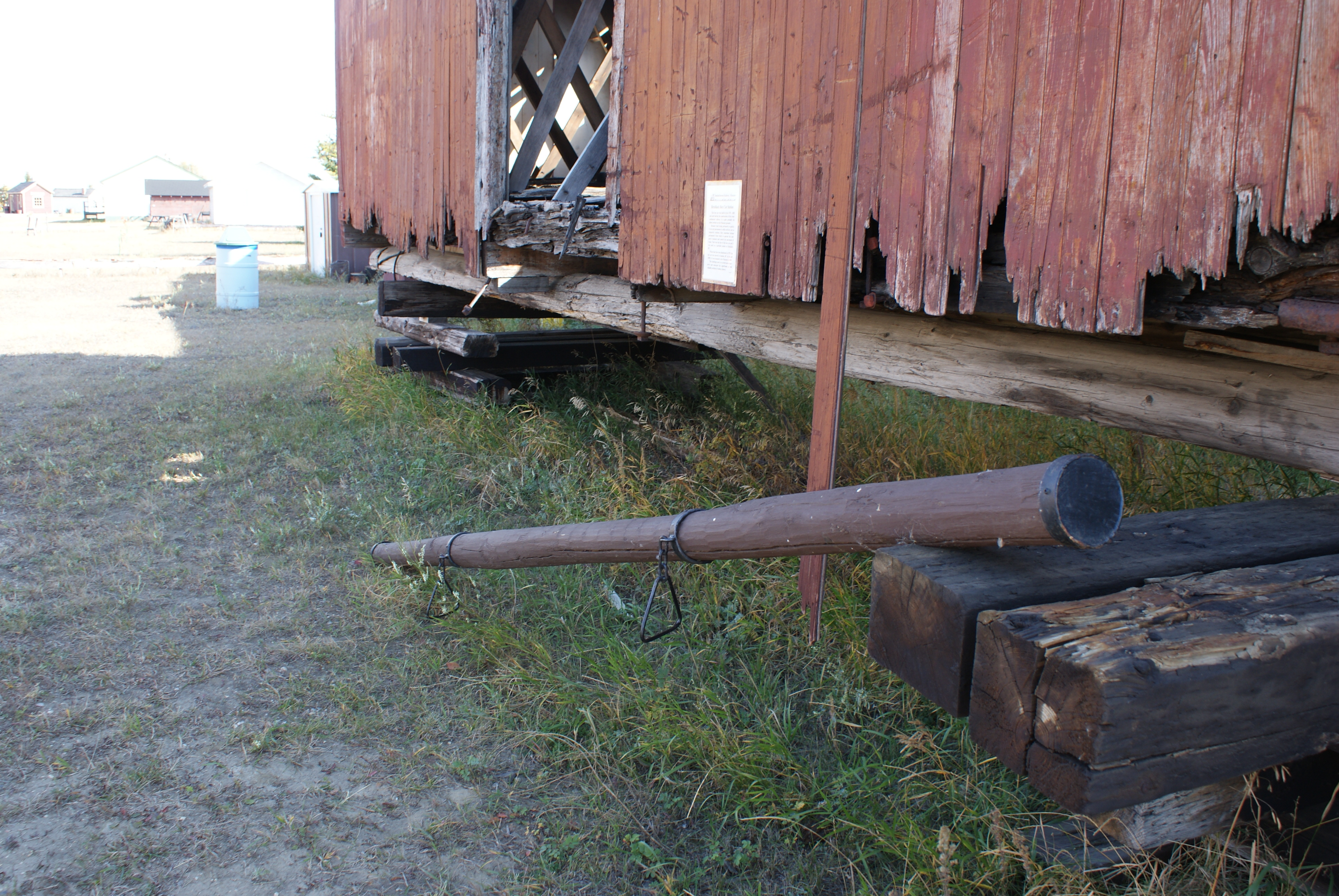
Stoßbaum

Der Stoßbaum (englisch push pole) war vorwiegend im nordamerikanischen Eisenbahnbetriebsdienst ein weit verbreitetes Rangiermittel zum Rangieren und Verschieben von Eisenbahnwagen auf einem Rangierbahnhof.

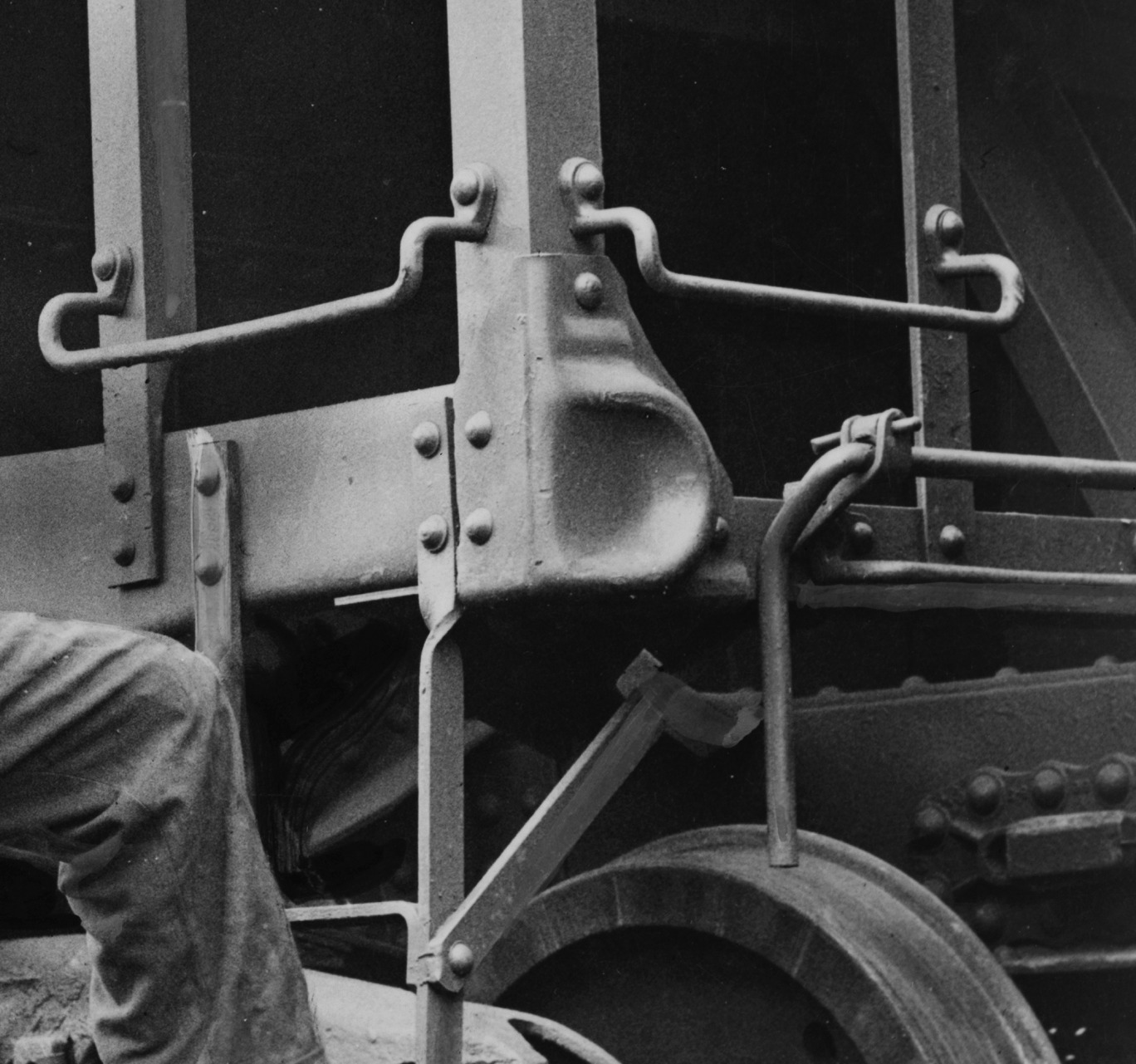
Halbkreisförmige Stoßbaumtasche an einem amerikanischen Güterwagen, 1935

Mit einem Stoßbaum war es möglich, einzelne Wagen zu verschieben, auch wenn die Rangierlokomotive nicht auf demselben Gleis wie der Wagen fuhr, sondern auf einem nah daneben verlaufenden, parallelen Gleis. Die Methode hatte den Vorteil, auch Güterwagen verschieben zu können, wenn andere Wagen die Zufahrt auf das Gleis blockierten. Der Baum wurde schräg in spezielle Vertiefungen, sogenannte Stoßbaumtaschen (poling pockets), an den Kupplungsbohlen von Lokomotive und Wagen eingesetzt und konnte so die Kraft übertragen.
Ein Stoßbaum bestand für gewöhnlich aus Holz, hatte eine Länge von mehreren Metern und eine ausreichende Stärke, um nicht zu brechen. Der Einsatz von Stoßbäumen wurde bis Mitte der 1960er Jahre praktiziert. Seine Funktion wurde vor allem durch Ablaufberge ersetzt. Über einen Unfall mit einem Stoßbaum berichtete die New York Times 1920.